# Le Genest-Saint-Isle
Le Genest-Saint-Isle ist eine französische Gemeinde mit 2.127 Einwohnern (Stand: 1. Januar 2022) im Département Mayenne in der Region Pays de la Loire. Sie gehört zum Arrondissement Laval und zum Kanton Loiron-Ruillé. Die Bewohner werden Genestois und Genestoises genannt.

## Geographie
Le Genest-Saint-Isle liegt etwa neun Kilometer westnordwestlich vom Stadtzentrum von Laval. Der Vicoin begrenzt die Gemeinde im Süden. Umgeben wird Le Genest-Saint-Isle von den Nachbargemeinden Saint-Ouën-des-Toits im Norden, Changé im Osten und Nordosten, Saint-Berthevin im Südosten, Loiron-Ruillé im Süden und Südwesten, La Brûlatte im Westen und Südwesten sowie Olivet im Westen und Nordwesten.

## Geschichte
1973 wurden die Gemeinden Le Genest und Saint-Isle zusammengelegt.

## Bevölkerungsentwicklung
| Jahr                       | 1962 | 1968 | 1975 | 1982 | 1990 | 1999 | 2006 | 2019 |
| Einwohner                  | 847  | 777  | 1231 | 1664 | 1877 | 1907 | 2036 | 2134 |
| Quellen: Cassini und INSEE |      |      |      |      |      |      |      |      |

## Verkehr
Le Genest hat einen Haltepunkt an der Bahnstrecke Paris–Brest und wird im Regionalverkehr mit TER-Zügen bedient.

## Sehenswürdigkeiten
- Kirche Saint-Sulpice von Le Genest, 1881 wieder errichtet
- Kirche Saint-Avit in Saint-Isle, 1872 errichtet, 2023 wegen Baufälligkeit abgerissen[1]
- Menhir de Painchaud

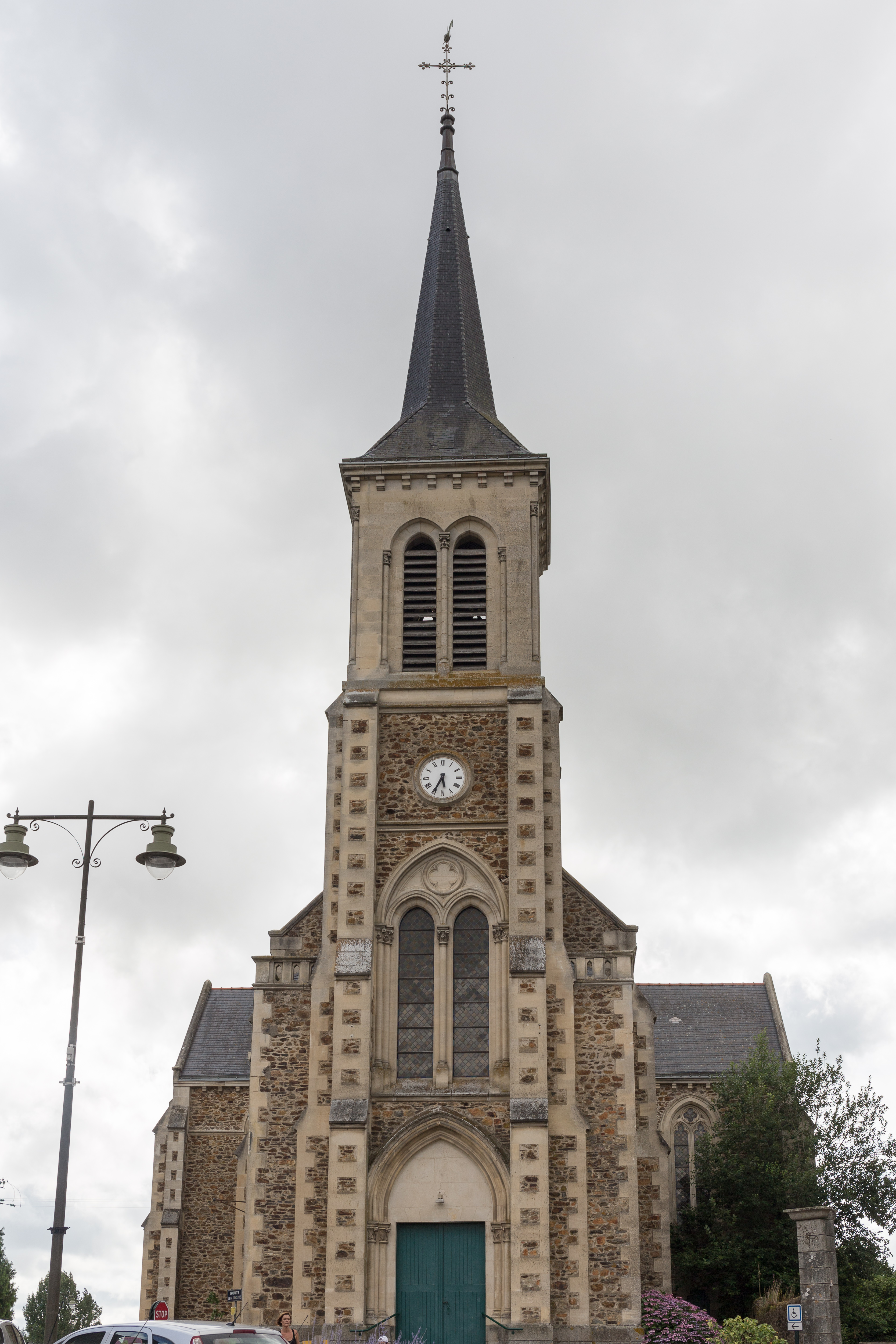
Kirche Saint-Sulpice
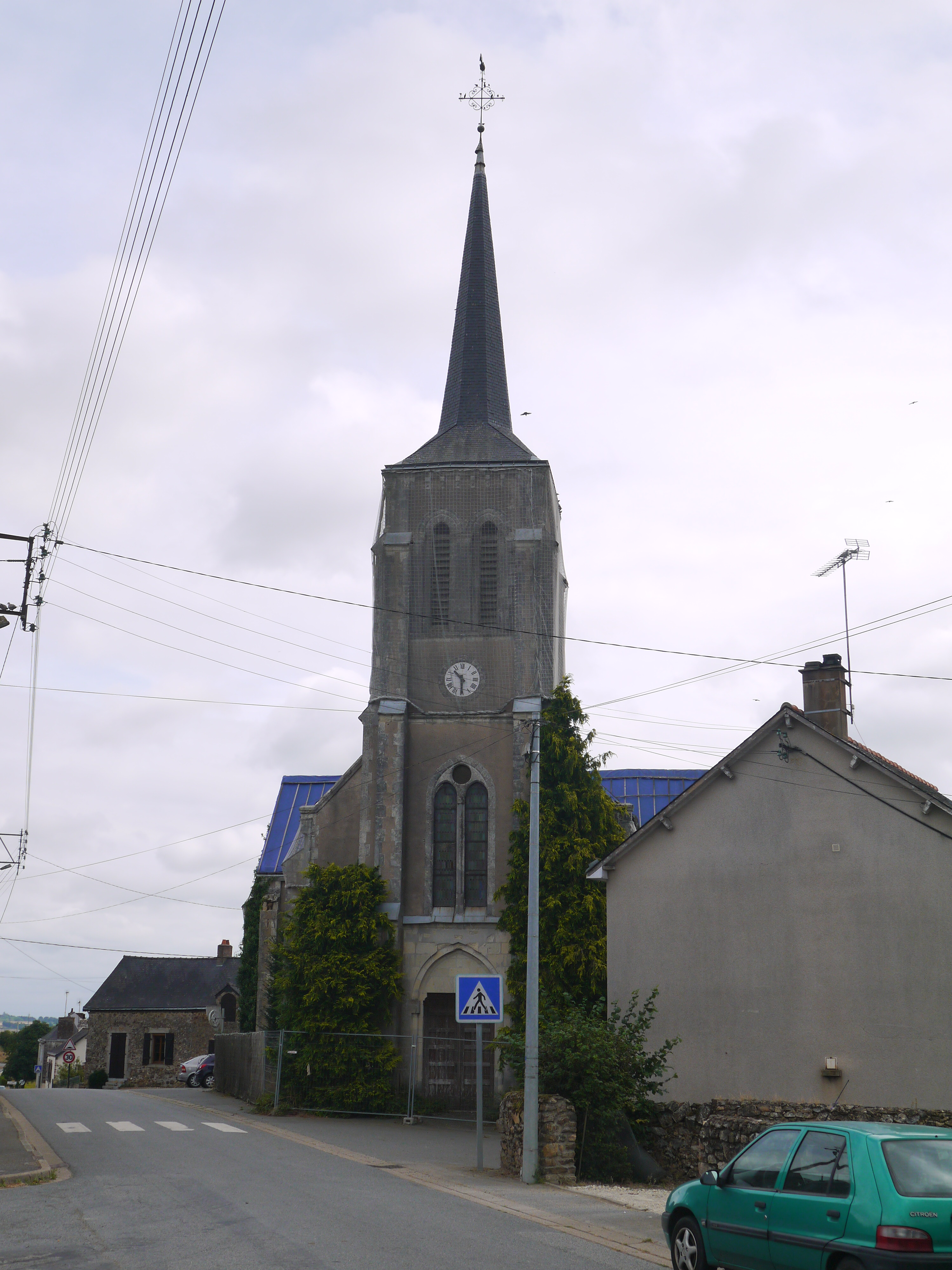
Kirche Saint-Avit